# گاگان نارانگ
گاگان نارانگ (انگلیسی: Gagan Narang؛ زادهٔ ۶ مهٔ ۱۹۸۳) تیرانداز اهل هند است.